# جامبيلا
منطقة جامبيلا (وتُكتب أيضًا غامبيلا؛ بالأمهرية: ጋምቤላ) هي إحدى مناطق إثيوبيا.
منطقة غامبيلا ، والمعروفة رسميًا باسم "منطقة شعوب غامبيلا"، هي ولاية إقليمية في غرب إثيوبيا، تحدها جنوب السودان. كانت تُعرف سابقًا بالمنطقة 12، وعاصمتها هي غامبيلا. تقع المنطقة بين نهري بارو وأكوبو، ويشمل الجزء الغربي منها نهر أوبينو. تغطي المنطقة مساحة تقارب 29,783 كيلومترًا مربعًا، وتعد من أصغر مناطق إثيوبيا وأقلها كثافة سكانية، حيث يبلغ عدد سكانها 525,000 نسمة. وهي موطن لشعب متعدد الأعراق، بما في ذلك النوير والأنواك ومجموعات أصلية أخرى. يعتمد اقتصاد المنطقة بشكل كبير على الزراعة، مع مساهمات كبيرة من الصيد والتجارة عبر الحدود. تتميز التضاريس بالسهول المنخفضة والمستنقعات والمناخ الاستوائي، مما يجعلها تختلف عن المناطق الجبلية التي تهيمن على معظم أنحاء إثيوبيا.
التركيبة السكانية
استنادًا إلى التعداد السكاني لعام 2007 الذي أجرته الوكالة المركزية للإحصاء في إثيوبيا، بلغ إجمالي عدد سكان منطقة غامبيلا 307,096 نسمة، منهم 159,787 رجلًا و147,309 امرأة؛ ويبلغ عدد السكان الحضريين 77,925 نسمة، أي ما يعادل 25.37% من إجمالي السكان. مع مساحة تقديرية تبلغ 29,782.82 كيلومترًا مربعًا، يبلغ كثافة السكان في المنطقة حوالي 10 أشخاص لكل كيلومتر مربع. تم تسجيل 66,467 أسرة في المنطقة، مما يعني أن متوسط عدد الأفراد في الأسرة يبلغ 4.6 شخصًا، حيث يبلغ متوسط عدد أفراد الأسرة في المناطق الحضرية 3.8، وفي المناطق الريفية 4.9. تسكن منطقة غامبيلا مجموعات عرقية نيلية أقلية، مثل النوير، الأنواك (أنيووا)، المجانغ وغيرها.
في عام 1994، أفاد التعداد السكاني الوطني بأن عدد سكان المنطقة بلغ 181,862 نسمة تشمل 35,940 أسرة، منهم 92,902 رجلًا و88,960 امرأة؛ كان 27,424 منهم من السكان الحضر، أي ما يعادل 15.08% من إجمالي السكان. (يشمل هذا الإجمالي تقديرات لجميع الكيبيلات الـ19 من منطقة واحدة وستة كيبيلات من منطقتين أخريين لم يتم إحصاؤها؛ تم تقدير عدد سكان هذه المناطق بـ19,465 نسمة، منهم 9,203 رجال و10,262 نساء). كانت أكبر ست مجموعات عرقية في المنطقة هي النوير، الأنواك (أنيووا)، الأمهرة، الأورومو، المجانغ، الكومو وغيرها من المجموعات العرقية. اللغات المتحدث بها هي النوير، الأنواك، الأمهرية، والمجانغ؛ بينما تحدث الآخرون جميع اللغات الأساسية الأخرى المبلغ عنها. بلغ التعداد السكاني المتوقع لعام 2017 حوالي 435,999 نسمة.
أما بالنسبة لمؤشرات مستوى المعيشة للنوير للعام 2005، فتتضمن ما يلي: 44% من السكان ينتمون إلى أدنى خُمسيات الثروة؛ معدل محو الأمية بين الرجال هو 57.5% ولدى النساء 22.8%؛ ويبلغ معدل وفيات الرضع في المنطقة 92 وفاة لكل 1,000 ولادة حية، وهو أعلى من المتوسط الوطني البالغ 77؛ حيث حدثت نصف هذه الوفيات على الأقل في الشهر الأول من حياة الأطفال الرضع.
التنوع الديني
يشكل البروتستانت 90% من سكان المنطقة، والأرثوذكس 5%، والمسلمون 3%، فيما يمارس 1% الأديان التقليدية، والكاثوليك يشكلون 1% من السكان.